# Bäck Anders Hansson
Bäck Anders Hansson, född 1790 i Lerdals socken, död 1867 i Gärdebyn, var en dalmålare aktiv i Dalarna och intilliggande landskap.
Bäck Anders Hansson var son till Häger Kerstin Hansdotter (1754–1821) och soldaten Hans Andersson Lustig (1758–1791). Fadern var medlem i Gustav III:s frikår och stupade i Finland när sonen bara var ett år gammal. Hansson växte upp på moderns släktgård Hägers i Lerdal där flera familjer i släkten var bosatta. Han gifte sig 1813 med Slång Anna Hansdotter och flyttade till hennes släktgård i Gärdebyn där de fick fyra barn tillsammans. I samband med flytten verkar Anders Hansson ha anammat svåger Bäck Anders Olssons gårdsnamn efter dennes hemgård Rovgärde.
I husförhörslängder från 1820- och 1830-tal finns anmärkningar som tolkats som att han varit frånvarande på grund av arbetsvandringar som målare. Från 1848 finns en anteckning om "Hergedalen", vilket tolkas som att han utfört målerier där. Eftersom det finns en annan person med samma namn född 1810 som dessutom var släkt med målarna "Nygårdspojkarna", har man tidigare varit osäker på attribueringen av målerierna på Fågelsjö Gammelgård daterade 1856. Det anses dock numera vara Bäck Anders Hansson född 1790 från Lerdal som är den rätte upphovsmannen.
Arbeten av Bäck Anders Hansson har påträffats i Boda, Floda och Rättviks socknar i Dalarna. Han har även målat flera gårdsinteriörer i Lillhärdals socken i Härjedalen samt målat i Fågelsjö Gammelgård i Los socken i Orsa finnmark.